# Vygintas
Vygintas ist ein männlicher litauischer Vorname, abgeleitet von Wiegand.

## Personen
- Vygintas Gasparavičius (* 1979),  Kulturmanager und Politiker, Vizeminister der Kultur
- Vygintas Gontis (* 1954), Physiker, Professor
- Vygintas Jankauskas, Physiker, Professor
- Vygintas Bronius Pšibilskis (* 1941),  Kulturhistoriker, Professor